# Kpandouga
Kpaouya est l’un des villages de l’arrondissement de Bougou dans la commune de Djougou au Bénin.

## Démographie
Selon le recensement de la population de 2013 conduit par l'Institut national de la statistique et de l'analyse économique (INSAE), Kpaouya compte 887 habitants.

## Langues
Yom, lokpa, français.

## Éducation
Kpandouga dispose d'un complexe scolaire publique EPP Kpandouga. 